# Brodick Castle
Brodick Castle er en borg, der ligger uden for havnen i Brodick på Isle of Arran, en ø i Firth of Clyde, Skotland. Den har været sæde for hertugen af Hamilton, men ejes i dag af National Trust for Scotland. Det er en listed building i kategori A og det omkringliggende haveanlæg er inkluderet i Inventory of Gardens and Designed Landscapes in Scotland.